# Élections municipales de 2020 au Mans
Pour un article plus général, voir Élections municipales françaises de 2020.
Le premier tour des élections municipales françaises de 2020 au Mans  a eu lieu le 15 mars 2020. Le second tour, initialement prévu le 22 mars 2020, est reporté au 28 juin 2020 en raison de la pandémie de maladie à coronavirus.

## Contexte
Alors que le maire sortant Jean-Claude Boulard est décédé en 2018, de très nombreuses listes sont actuellement en lice pour le renouvellement du conseil municipal sortant mené par l'ancien ministre Stéphane Le Foll.

## Candidats

### Lutte ouvrière - Faire entendre le camp des travailleurs
Comme en 2008 et en 2014, Yves Cheère conduit la liste de Lutte ouvrière au Mans.

### Choisir l'écologie pour Le Mans
Liste conduite par Isabelle Sévère, première adjointe au maire, soutenue par Europe Écologie Les Verts, Cap21, Génération écologie et Génération.s.

### Vers Le Mans en commun
Liste citoyenne conduite par Marie James et soutenue par le Parti communiste français, La France insoumise, Ensemble ! et le Parti de gauche.

### Bâtissons Le Mans
Liste conduite par Louis de Cacqueray-Valmenier , soutenue par différents partis d'extrême droite (Rassemblement national, Parti chrétien-démocrate, Centre national des indépendants et paysans, Parti de la France), et composée d'anciens membres des Républicains et de Debout la France.

### Pour Le Mans avec Marietta Karamanli
La députée socialiste de la deuxième circonscription de la Sarthe Marietta Karamanli exprime, en juin 2018, son souhait d'être candidate pour les élections municipales.

### Parti socialiste (officiel)
Liste conduite menée par Stéphane Le Foll, actuel maire de la ville, est désigné candidat officiel du Parti socialiste.

### Unis pour Le Mans
François Meril, candidat suppléant aux élections législatives de 2017 dans la Sarthe, a voulu être tête de liste pour l'Union populaire républicaine au Mans mais n’a pas réuni assez de colistiers.

### Ensemble Autr'Mans
Liste sans étiquette conduite par Audrey Dolo Canal, ayant comme soutien Pascale Fontenel-Personne, députée de la troisième circonscription de la Sarthe élue sous l'étiquette de La République en marche. Plusieurs membres du parti figurent sur la liste.

### Réveiller Le Mans
Liste conduite par Emmanuel Bilquez, soutenue par Les Républicains et l'Union des démocrates et indépendants.

### Mon parti c'est Le Mans
La liste est conduite par Julien Geffard, président de l'association «Demain ma ville, des idées nouvelles pour Le Mans», qui se pose en « candidat indépendant », refusant de « laisser le monopole de cette campagne aux partis politiques ». C'est un ancien membre des Républicains.

### Le Mans on y gagne
Liste conduite par La République en marche, le Mouvement démocrate et Agir, menée par Gilles Guerchet. Des dissidents de l'Union des démocrates et indépendants y figurent.

## Résultats
|                                                          |                              |                           |              |              |             |             |        |        |  |
| Tête de liste                                            | Tête de liste                | Liste                     | Premier tour | Premier tour | Second tour | Second tour | Sièges | Sièges |  |
| Tête de liste                                            | Tête de liste                | Liste                     | Voix         | %            | Voix        | %           | CM     | LMM    |  |
|                                                          | Stéphane Le Foll             | PS                        | 13 492       | 42,00        | 14 317      | 63,14       | 45     | 30     |  |
| Le Mans évidemment                                       |                              |                           | 13 492       | 42,00        | 14 317      | 63,14       | 45     | 30     |  |
|                                                          | Marietta Karamanli           | PS diss.                  | 4 256        | 13,25        | 8 357       | 36,86       | 10     | 7      |  |
| Pour Le Mans, avec Marietta Karamanli                    |                              |                           | 4 256        | 13,25        | 8 357       | 36,86       | 10     | 7      |  |
|                                                          | Isabelle Sévère              | EELV-G·s-Cap21-GÉ         | 3 207        | 9,98         |             |             |        |        |  |
| Choisir l'écologie pour Le Mans                          |                              |                           | 3 207        | 9,98         |             |             |        |        |  |
|                                                          | Emmanuel Bilquez             | LR-UDI                    | 2 739        | 8,52         |             |             |        |        |  |
| Réveiller Le Mans avec vous                              |                              |                           | 2 739        | 8,52         |             |             |        |        |  |
|                                                          | Gilles Guerchet              | LREM-MoDem-Agir-UDI diss. | 2 253        | 7,01         |             |             |        |        |  |
| Le Mans on y gagne avec Gilles Guerchet                  |                              |                           | 2 253        | 7,01         |             |             |        |        |  |
|                                                          | Louis de Cacqueray-Valmenier | RN-PCD-CNIP-DLF-LR diss.  | 1 945        | 6,05         |             |             |        |        |  |
| Bâtissons Le Mans                                        |                              |                           | 1 945        | 6,05         |             |             |        |        |  |
|                                                          | Marie James                  | LFI-PCF-E!-PG             | 1 770        | 5,51         |             |             |        |        |  |
| Vers Le Mans en commun                                   |                              |                           | 1 770        | 5,51         |             |             |        |        |  |
|                                                          | Audrey Dolo Canal            | DVC-LREM diss.            | 1 559        | 4,85         |             |             |        |        |  |
| Ensemble autr'Mans                                       |                              |                           | 1 559        | 4,85         |             |             |        |        |  |
|                                                          | Julien Geffard               | DIV                       | 688          | 2,14         |             |             |        |        |  |
| Mon parti c'est Le Mans                                  |                              |                           | 688          | 2,14         |             |             |        |        |  |
|                                                          | Yves Cheère                  | LO                        | 217          | 0,67         |             |             |        |        |  |
| Lutte ouvrière – Faire entendre le camp des travailleurs |                              |                           | 217          | 0,67         |             |             |        |        |  |
|                                                          |                              |                           |              |              |             |             |        |        |  |
| Votes valides                                            | Votes valides                | Votes valides             | 32 126       | 98,20        | 22 674      | 93,56       |        |        |  |
| Votes blancs                                             | Votes blancs                 | Votes blancs              | 590          | 1,80         | 1 560       | 6,44        |        |        |  |
| Votes nuls                                               | Votes nuls                   | Votes nuls                | 0            | 0,00         | 0           | 0,00        |        |        |  |
| Total                                                    | Total                        | Total                     | 32 716       | 100          | 24 234      | 100         | 55     | 37     |  |
| Abstention                                               | Abstention                   | Abstention                | 57 064       | 63,56        | 65 532      | 73,00       |        |        |  |
| Inscrits / participation                                 | Inscrits / participation     | Inscrits / participation  | 89 780       | 36,44        | 89 766      | 27,00       |        |        |  |

## Analyse et conséquences
Stéphane Le Foll est la tête de liste socialiste. À l'issue du premier tour, il est en ballottage favorable avec 41,9 % des suffrages exprimés,. Il affronte au second tour Marietta Karamanli, députée PS dissidente, qui a recueilli 13 % des voix, tandis que la liste EÉLV est éliminée de justesse alors qu'elle était pronostiquée en seconde position par les observateurs. Dans l'entre-deux-tours, Stéphane Le Foll est soutenu par la grande majorité des écologistes locaux. Il l'emporte au second tour, le 28 juin 2020, avec 63,1 % des voix. Le 3 juillet suivant, il est réélu maire lors de l'installation du conseil municipal,. Peu après, il est reconduit à la tête du Mans Métropole. Le maire rompt son alliance avec les élus écologistes après les élections départementales de 2021, les accusant de sédition durant la campagne.